# ساکارز
ساکارُز (به انگلیسی: Sucrose) یک ترکیب آلی و شیرین است. این دی ساکارید به شکل پودر سفید رنگ است و شیرین و بدون بو می باشد که نقش بسیار مهمی در تغذیه انسان و تأمین انرژی مورد نیاز موجودات زنده دارد. این ترکیب آلی دی‌ساکاریدی است که از گلوکز به صورت اَسِتال و فروکتز به صورت کِتال تشکیل و با فرمول C۱۲H۲۲O۱۱ شناخته می‌شود. ساکارز در نیشکر و چغندر قند یافت می‌شود. ساکارز همان قند عادی است که از ترکیب گلوکز و فروکتز (C6 H12 O6) به وجود می آید و در درجه‌بندی شیرینی، شیرینی ۹۰ دارد. لازم به ذکر است که درست کردن ساکارز کار گیاهان است.

## تجزیهٔ گرمایی و اُکسایشی ساکارز

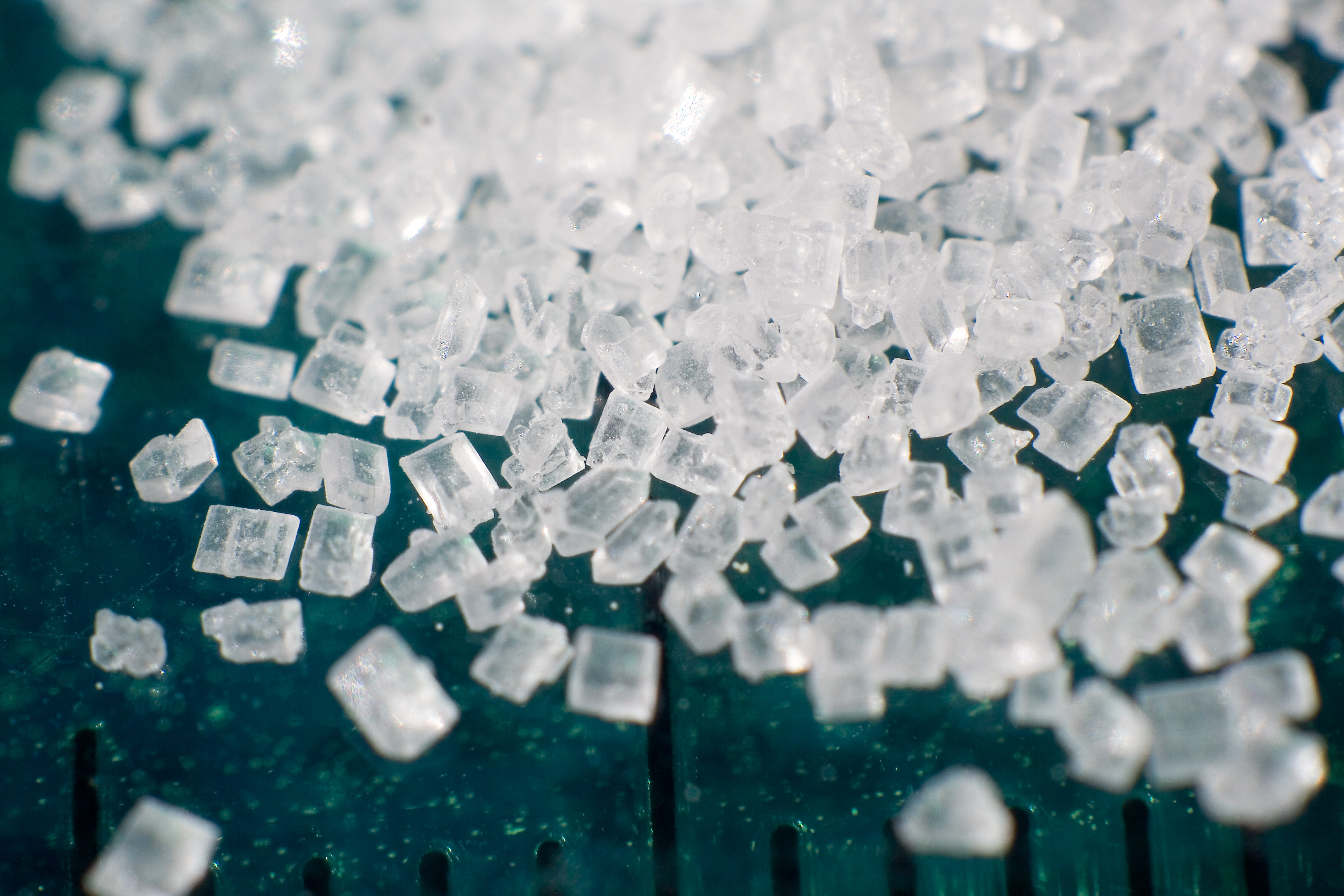
تصویر بزرگ‌نمایی شده از یک توده شکر (ساکارز)

ساکارز در ۱۸۶ درجه سانتی گراد ذوب شده و با تجزیه شدن کارامل تشکیل می‌دهد. مثل سایر کربوهیدرات‌ها - با سوختن ساکارز - آب و کربن دی‌اکسید آزاد می‌شود. برای مثال در راکت‌ها و موشک‌های آموزش و آماتور با نام موشک‌های شکلاتی از ساکارز به عنوان سوخت استفاده می‌شود که همراه پتاسیم نیترات به کار می‌رود.
C12H22O11 + 6KNO3 → 3K2CO3 + 3N2 + 9CO + 11H2O
برخی دیگر از واکنش‌های معمول ساکارز با هیدروکلریک اسید، پتاسیم کلرات و سولفوریک اسید به شرح زیر است:
8HClO3 + C12H22O11 → 11H2O + 12CO2 + 8HCl
H2SO4 (catalyst) + C12H22O11 → 12C + 11H2O + Q + H2O + SO3
Q = گرما

## هیدرولیز و تجزیهٔ ساکارز
هیدرولیز با آنزیم سوکراز باعث  شکستن پیوند گلیکوزیدی ساکارز شده و گلوکز و فروکتز آزاد می‌کند. همچنین اسید نیز می‌تواند باعث هیدرولیز ساکارز شود.